# Palaeoryctidae
Palaeoryctidae чи Palaeoryctoidea («старий/кам'янистий копач», від грец. ὀρύκτης, орикти) — це вимерла група відносно неспеціалізованих неплацентарних евтерових ссавців, які мешкали в Північній Америці під час пізньої крейди та брали участь у першому плацентарному еволюційному випромінюванні разом з іншими ранніми ссавцями, такими як лептиктиди. Деякі джерела класифікували Palaeoryctidae як надродину.

## Опис
З майже повного черепа представників роду Palaeoryctes, знайденого в Нью-Мексико, відомо, що палеориктиди були невеликими, схожими на землерийок, комахоїдними тваринами з подовженою мордою, подібною до морди лептицидів. Однак, на відміну від останніх, про посткраніальну анатомію палеориктид (скелет без черепа) відомо мало.
Палеоректиди, здається, були предками еоценових видів. Хоча їхня морфологія зубів все ще вказує на переважно комахоїдну дієту, вони, певною мірою, також стосувалися до м'ясоїдних еоцену, таких як креодонти.

## Таксономія
Зв'язок між цією архаїчною групою та іншими комахоїдними ссавцями невизначений. Сестринські групи включають: Kennalestidae, Nanocuridae, Pantolestidae та Zalambdalestidae. Загалом Palaeoryctidae використовувався як таксон сміттєвого кошика, але зараз він вважається застарілим.

## Роди
- Aaptoryctes
- Aboletylestes
- Asioryctes
- Eoryctes
- Lainoryctes
- Naranius
- Palaeoryctes
- Pararyctes
- Tsaganius[6]